# 鲁荡平
鲁荡平（1895年—1975年），字若衡，湖南长沙宁乡人，中华民国教育家、政治人物、书法家。鲁荡平为刘少奇亲表哥（先生姑母鲁氏乃刘少奇母亲）。鲁荡平哥哥鲁涤平为国民党高级将领，曾救过刘少奇。鲁荡平于1949年追随蒋介石前往台湾，后与于右任、梁寒操等人创建中国书法学会（台湾），其书法深得于右任先生的赞赏。

## 生平
早年曾经在湖南铁路学堂学习，后来考入北京法政大学。鲁荡平起初是同盟会会员，后改入革命中华党。
1949年，鲁荡平到台湾，在台湾创办同乡交流杂志《湖南文献》，且任职国民大会代表、立法委员、湖南同乡会理事长。

## 履历
- 益阳县长
- 湘乡县长
- 靳江中学校长
- 民国大学校长
- 长沙民国日报社长
- 北平北辰报社长
- 驻粤湘军第三路司令
- 天津社会局局长兼市党部常委
- 天津《民国日报》社社长
- 中央日报社长兼总编辑
- 河南省政府委员兼教育厅厅长
- 国民党五大中央监委常委
- 湖北省党部特派员
- 武汉行辕秘书长
- 国民大会代表
- 立法委员